# Liste der denkmalgeschützten Objekte in Družec
Grundlage dieser Liste der denkmalgeschützten Objekte in Družec ist die ÚSKP-Liste (Ústřední seznam kulturních památek České republiky, deutsch Zentrale Liste der Kulturdenkmäler der Tschechischen Republik), die von der tschechischen Denkmalschutzbehörde NPÚ (Národní památkový ústav, deutsch Nationale Denkmalbehörde) seit 1987 geführt wird und an die seit dem Jahr 1850 geschaffenen Listen anschließt.

## Denkmalgeschützte Objekte nach Ortsteilen
| Lage                         | Objekt                              | Beschreibung | ÚSKP-Nr.                 | Bild                                |
| ---------------------------- | ----------------------------------- | --- | ------------------------ | ----------------------------------- |
| Družec, Dorfplatz (Standort) | Säule mit Statue der Jungfrau Maria | Ein Beispiel datierter Steinarbeiten lokaler Herkunft aus dem späten 17. Jahrhundert. Das Denkmal steht im Zusammenhang mit der dortigen Marienlegende und ist ein besonderes ästhetisches Element. | 17337/2-488 Info Katalog | Säule mit Statue der Jungfrau Maria |
| Družec, Dorfplatz (Standort) | Kirche Mariä Himmelfahrt            | Kirche Mariä Himmelfahrt | 33328/2-487 Info Katalog | weitere Bilder                      |